# Andrzej Gregosiewicz
Andrzej Tadeusz Gregosiewicz – polski profesor nauk medycznych specjalizujący się w traumatologii narządów ruchu i ortopedii dziecięcej.

## Życiorys
W 1992 roku Wydział Lekarski Akademii Medycznej im. prof. Feliksa Skubiszewskiego w Lublinie (obecnie Uniwersytetu Medycznego w Lublinie) nadał mu stopień doktora habilitowanego nauk medycznych za pracę „Rozwój panewki po osteotomii miednicy u dzieci z wrodzonym zwichnięciem stawu biodrowego”. W 2001 uzyskał tytuł profesora. Jest profesorem zwyczajnym na II Wydziale Lekarskim z Oddziałem Anglojęzycznym Uniwersytetu Medycznego w Lublinie, gdzie kieruje Katedrą Ortopedii Dziecięcej.
Jest aktywnym przeciwnikiem homeopatii.

## Odznaczenia
- Srebrny Krzyż Zasługi (1994)[6]
- Złoty Krzyż Zasługi (2005)[7]